# Benoît Dejemeppe
Benoît Dejemeppe est un magistrat belge né en 1951. Procureur du Roi de 1998 à 2002, il est ensuite nommé conseiller à la Cour de cassation. Il est également maitre de conférence à l’Université Saint-Louis - Bruxelles depuis 1980.

## Biographie
Benoît Dejemeppe naît le 27 août 1951 à Uccle. Il est élève à l’Institut Saint-Boniface Parnasse à Ixelles. À 20 ans, il complète ses candidatures en droit et en sciences économiques aux Facultés universitaires Saint-Louis et sa licence en droit à 23 ans.
Dejemeppe est ensuite avocat au barreau de Bruxelles jusqu’en 1978 lorsqu’il devient substitut du procureur du Roi. En 1982, il siège momentanément au tribunal de première instance de la capitale, puis est désigné en 1983 juge d’instruction chargé des affaires financières. Il enquête entre autres sur Kirschen & Co., un bureau d’agents de change mêlé à une affaire de fraude fiscale dans le milieu des diamantaires anversois. Il est nommé procureur du Roi à Bruxelles en février 1989, .
Il est l’un des sept magistrats à lancer le 1er octobre 1996 l’Appel de Genève réclamant la mise en place d’un espace judiciaire européen afin de lutter plus efficacement contre la corruption et la grande délinquance financière.
Le 26 mars 1997, Le Soir illustré affirme que, dans le cadre de l’affaire Pineau-Valencienne, la somme de 65 millions de francs français (10 millions d’euros) a été proposée à Benoît Dejemeppe afin d’abandonner les poursuites à l’encontre du patron du groupe Schneider. Le procureur du Roi confirme l’information, mais Didier Pineau-Valencienne dément être à l’origine de cette démarche.
Le 14 avril 1997, après l’échec de l’enquête sur la disparition de Loubna Benaïssa, le rapport de la commission parlementaire Dutroux estime que Benoît Dejemeppe « ne satisfait pas aux conditions requises pour conduire son parquet. » Dès lors, et durant plus de trois ans, une procédure disciplinaire est successivement menée par quatre ministres  — Stefaan De Clerck, Herman Van Rompuy, Rik Daems et enfin Luc Van den Bossche — contre Benoît Dejemeppe. Dans un premier temps, le ministre de la Justice Stefaan De Clerck pousse le procureur à démissionner, mais cela n’aboutit pas, notamment face au soutien que Dejemeppe reçoit des magistrats : ainsi, il est élu en février 1999 par ses vingt-six collègues à la tête du Conseil des procureurs du Roi nouvellement créé. Le 24 novembre 2000, le ministre de la Fonction publique, Luc Van den Bossche, l’acquitte des poursuites disciplinaires, mais affirme qu’il a constaté des fautes fonctionnelles et de gestion dans le chef du procureur bruxellois. Ces derniers commentaires sont critiqués dans la magistrature, certains parlant de lynchage médiatique. Six ans après la clôture des travaux de la commission Dutroux, des anciens commissaires, tels que Claude Eerdekens ou Nathalie de T' Serclaes, regrettent la sévérité des conclusions de la commission à l’égard de Benoît Dejemeppe, mais d’autres, comme Renaat Landuyt, les assument toujours.
Il est parmi les signataires de la tribune intitulée Les « Boîtes noires » de la mondialisation financière et parue dans Le Monde du 9 mai 2001.
En octobre 2002, après quatorze ans à la tête du parquet de Bruxelles, Dejemeppe est nommé conseiller à la Cour de cassation.
Dejemeppe enseigne le néerlandais juridique aux Facultés universitaires Saint-Louis, devenues Université Saint-Louis en 2013. Il est également président du Conseil national de l’Ordre des médecins depuis 2014.

## Publications

### Livres
- Benoît Dejemeppe, Initiation au néerlandais juridique, Bruxelles, Story-Scientia, 1989, 1re  éd.
- Benoît Dejemeppe (dir.), La Détention provisoire, Bruxelles, Larcier, 1992
- Benoît Dejemeppe et Dirk Merckx (dir.), De voorlopige hechtenis, Deurne, Kluwer, 2000
- Benoît Dejemeppe et Damien Vandermeersch (dir.), Détention préventive : 20 ans après ?, Bruxelles, Larcier, 2011
- Benoît Dejemeppe (dir.),  La Réforme de l’arrondissement judiciaire de Bruxelles : Première approche pratique, Bruxelles, Larcier, 2012

### Préfaces
- Bruno Dayez (préf. Benoît Dejemeppe), Justice & cinéma, Louvain-la-Neuve, Anthemis, 29 avril 2008, 198 p. (ISBN 978-2-87455-073-7, OCLC 473566363)
- Philippe Boxho (préf. Benoît Dejemeppe), Déontologie du médecin, Limal, Anthemis, 17 mai 2022, 262 p. (ISBN 978-2-8072-0878-0, OCLC 1322441331)